# Sinay
Pour la péninsule égyptienne, voir « Sinaï ».
Pour la ville en Wallonie, voir « Ciney ».
Sinay, ou Sinay-Waes, en néerlandais Sinaai, est une section de la ville belge de Saint-Nicolas située en Région flamande dans la province de Flandre-Orientale. Il fait partie du Pays de Waes
C'était une commune à part entière avant la fusion des communes de 1977 dont le village de Petit-Sinay fut détaché pour être rattaché à Stekene.

## Démographie

### Évolution démographique
- Sources : INS, Rem. : 1831 jusqu'en 1970 = recensements, 1976 = nombre d'habitants au 31 décembre[4].

## Histoire
Le village de Sinay est élevée en paroisse indépendante en 1217, avant cela il faisait partie de la paroisse Waesmunster.

## Citoyens connus
- Kim De Gelder, auteur de la tuerie de Termonde
- Nelly Maes, femme politique, y est née.
- Jimmy Smet, footballeur, y est né.
- Edgar Tinel, compositeur de musique - 1854-1912[6]

## Monuments
- Gare de Sinay